# Ікар (яхта)
«Ікар» — яхта Миколаївського кораблебудівного інституту, яка з 9 вересня 1987 по 30 липня 1988 року здійснила навколосвітню подорож, першу навколосвітню подорож яхти в СРСР.
Яхта була спроектована в студентському СКБС «Яхта» МКІ та побудована на Херсонському суднобудівному заводі, добудовувалась та оснащувалась у Миколаєві. Будівництво яхти було розпочате 1979 року, спуск відбувся в 1984 році.
Навколосвітнє плавання було виконане командою, яка переважно складалась зі співробітників МКІ.

## Команда
- Борис Немиров, капітан;
- Анатолій Кузнецов, старпом;
- Олександр Кузнецов, помічник капітана;
- Станіслав Черкес, помічник капітана;
- Андрій Марков, радист, механік, електромеханік;
- Олександр Плякін, інженер-океанолог, матрос;
- Володимир Тєрняк, боцман, парусний майстер;
- Сергій Прусов, лікар (повернувся до дому з Канарських островів на початку плавання);
- Борис Яковлєв, штурман (повернувся до дому з Канарских островів на початку плавання).

## Технічні дані
- Оснащення — кеч
- Довжина — 16 м
- Ширина — 4,38 м
- Осадка — 2,55 м
- Водотоннажність — 25 т
- Площа парусів — 150 м²
- Матеріал корпусу — сталь (зовнішня обшивка), бакелітова фанера (внутрішня обшивка)

## Походи
В 1987–1988 роках за 325 ходових діб яхта пройшла 31 000 миль навколо світу з заходами на Канарські острови, Тасманію, навколо мису Горн, відвідала острів Святої Олени.
В 1992 році яхта як почесний гість брала участь у міжнародній гранд-регаті «Колумбус-92», присвяченій 500-річчю відкриття Америки Христофором Колумбом. Уперше під прапором незалежної України був здійснений похід в Нью-Йорк і назад. За 182 дні пройдено 15 000 миль.
У 2000 році яхта, єдина від України, брала участь у регаті «Третє тисячоліття під вітрилами», яка більше відома під назвою «рейс-2000». З Генуї — в Бостон, звідти в Канаду та до Голландії.

## Відзнаки
По завершенню довколосвітньої подорожі у 1988 році весь екіпаж яхти був нагороджений Золотою медаллю Фонду миру. Капітан яхти Б. Немиров, старший помічник А. Кузнецов і боцман В. Терняк отримали звання «Заслужений майстер спорту».